# Леонхард фон Геминген
Леонхард фон Геминген (на немски: Leonhard von Gemmingen; * 22 август 1536; † 1583) е благородник от стария алемански рицарски род Геминген в Крайхгау в Баден-Вюртемберг е собственик в Михелфелд (днес в Ангелбахтал) и множество други места.
Той е вторият син на Вайрих фон Геминген (1493 – 1548), господар в Михелфелд (днес в Ангелбахтал), бургграф на Щаркенбург, и втората му съпруга Бенедикта фон Нипенбург (1500 – 1570). Брат е на Себастиан (1522 – 1575), женен с парализираната Юлиана фон Бьодигхайм (1536 – 1588), наследява Ингенхайм.
Леонхард фон Геминген получава собствеността в Михелфелд. Той следва от 1549 г. в Хайделберг, след това е във Франция и по-късно в двора на Курпфалц, където се запознава с бъдещата си съпруга. През 1569 г. той и брат му получават правото да строят бесилки, понеже поданиците се бунтуват от 1556 г. След смъртта на брат му Себастиан 1575 г. той наследява неговата собственост, купува наследствени територии на починалата 1577 г. Анна фон Геминген, дъщеря на Ханс фон Геминген († 1552), освен това той купува едно имение в Щебах (днес в Геминген). Той умира 1583 г. и е погребан в Михелфелд.
Повечето части от собствеността на Леонхард са получени от зет му Волф Конрад Грек фон Кохендорф и от син му Вайрих, който умира бездетен през 1613 г. като последен от линията Геминген-Михелфелд и е наследен от роднини от клон „Б (Хорнберг)“, „Геминген-Хорнберг“, които господстват в Михелфелд до ранния 19 век.

## Фамилия
Леонхард фон Геминген се жени с Естер фон Бьодигхайм (1540 – 1592), която е непрекъснато болна и дори при сватбата остава да лежи в кревата. Тя също е погребана в Михелфелд. Те имат децата:
- Бенедикта фон Геминген (1572 – 1628), омъжена за Волф Конрад Грек фон Кохендорф (1561 – 1614)
- Вайрих (1575 – 1613), женен 1605 г. за Розина фон Найперг